# Jonava
Jonava (en polonais : Janów) est la 9e ville de Lituanie avec une population d'un peu moins de 35 000 habitants. Elle est située dans l'apskritis de Kaunas au centre de la Lituanie, à 30 km au nord de Kaunas, la deuxième ville du pays.

## Histoire
La première mention de la ville remonte à 1740.
La ville était un shtetl avec une importante population juive. En 1871 la gare de Jonava ouvrait, en 1893, 92 % de la population est recensée comme juive (80% en 1941). 

En 1932, Jonava compte 250 magasins appartenant à des familles juives, 7 synagogues et une école juive.
Au cours de la Seconde Guerre mondiale, les nazis y assassinent 552 juifs (497 hommes et 55 femmes) et détruisent une église et cinq synagogues.

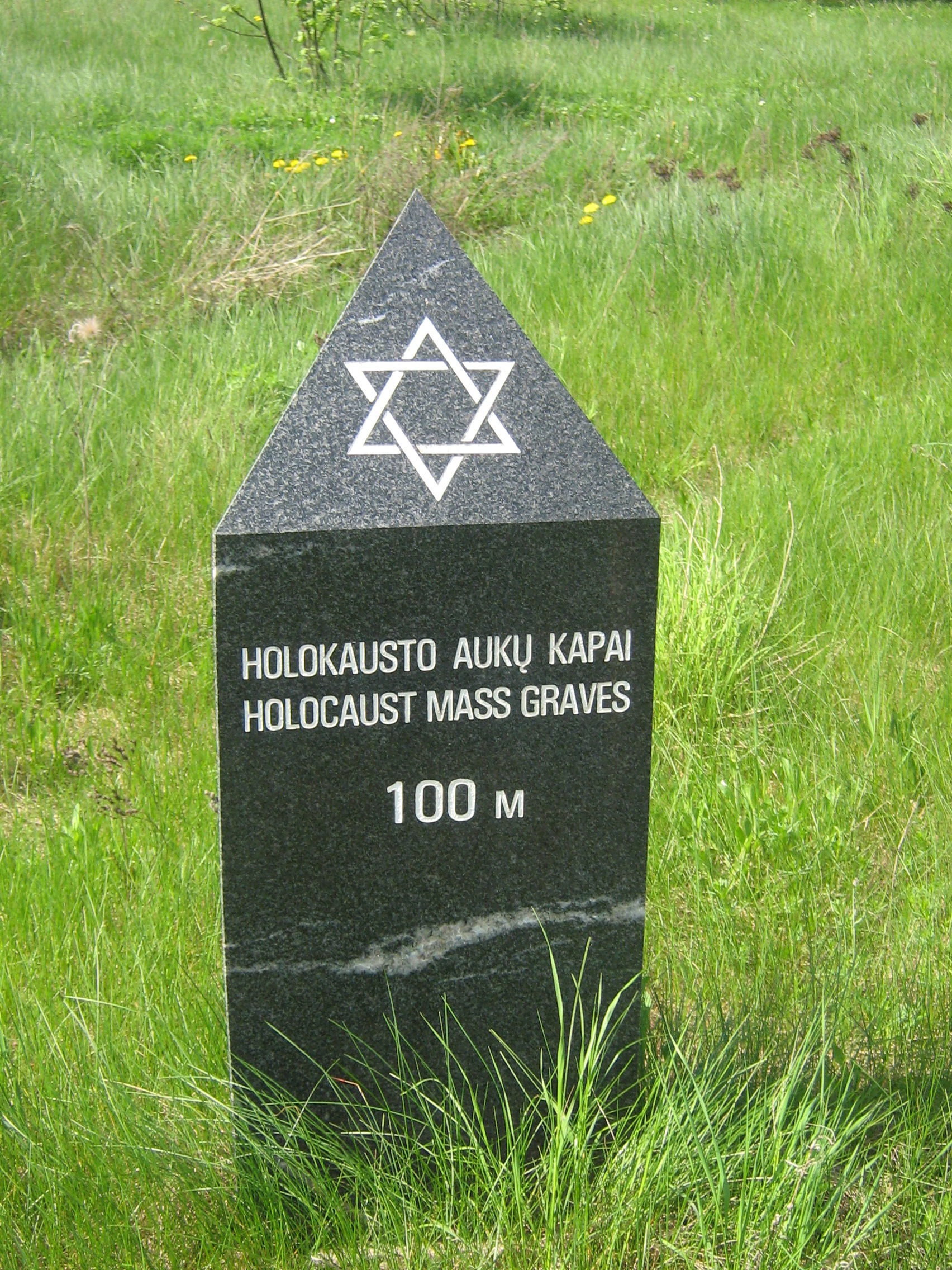
Stèle à Jonava marquant l'emplacement d'une fosse commune.

## Culture

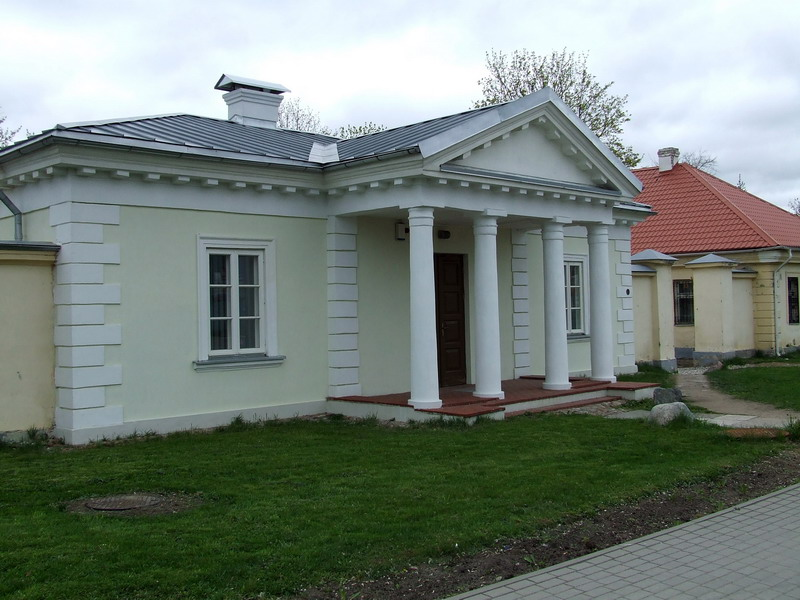
Le musée de Jonava,
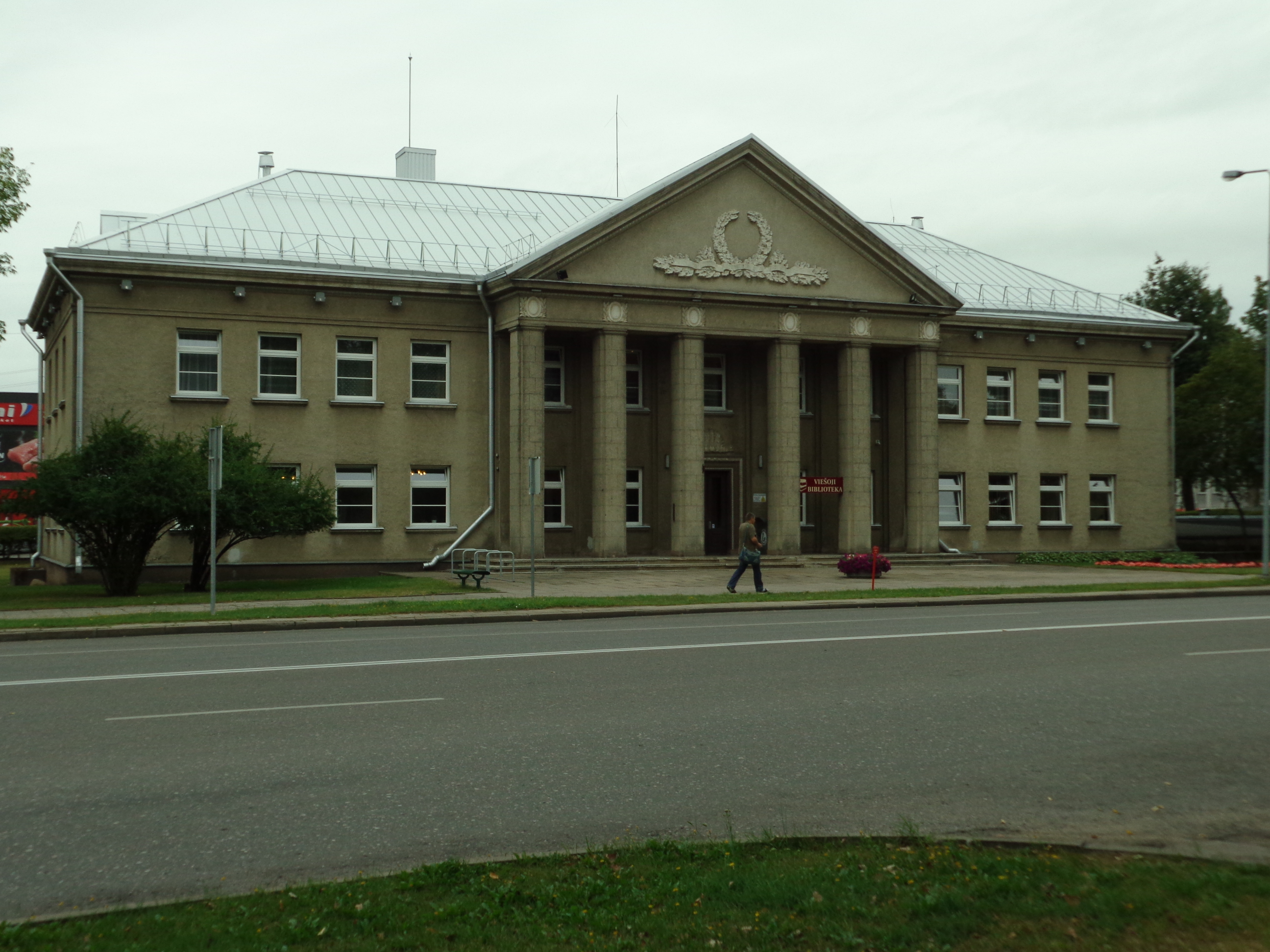
sa bibliothèque,
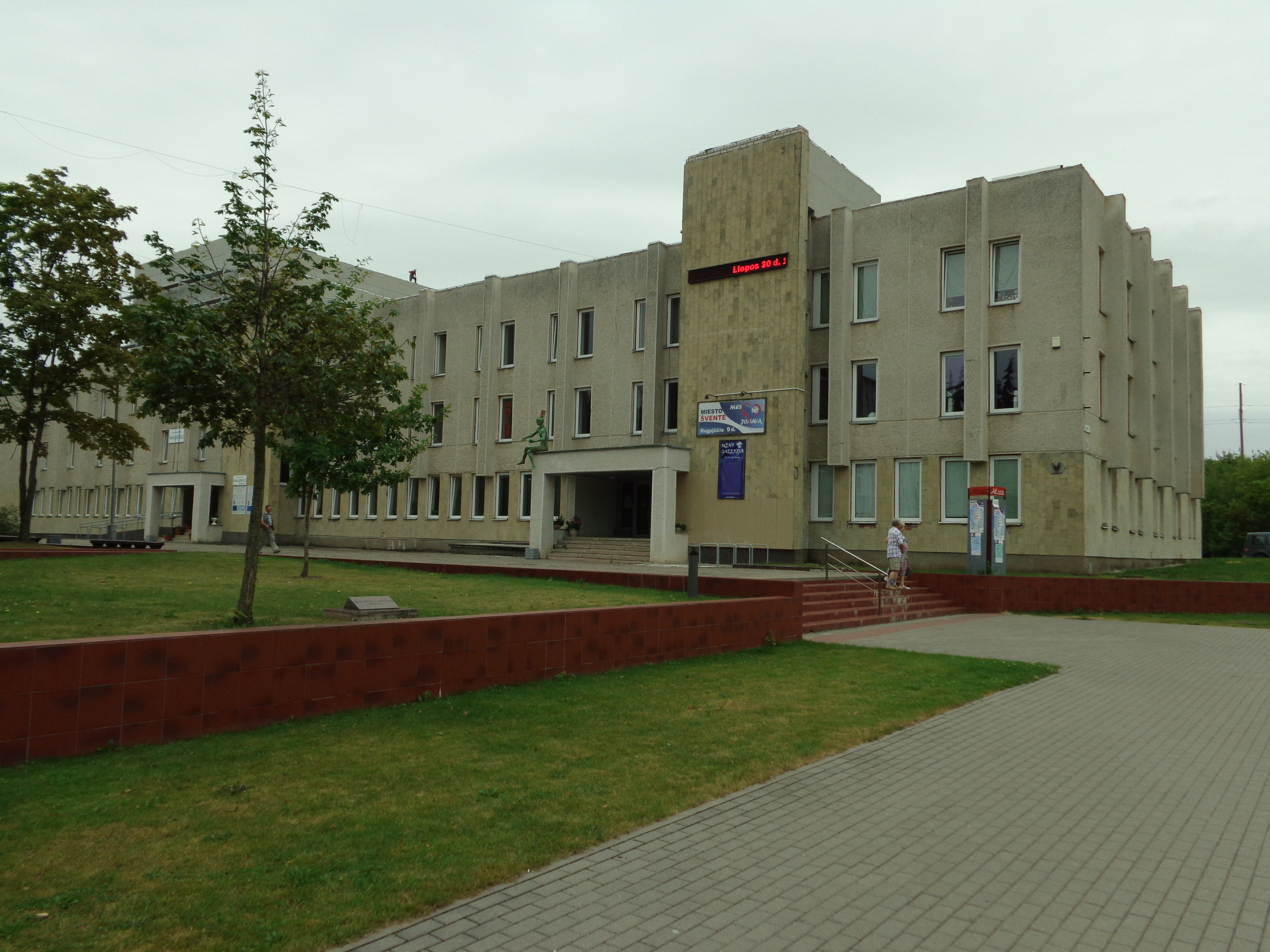
sa maison de la culture.

## Sport
- FK Jonava club de football.

## Honneurs
- (248993) Jonava, astéroïde